# Boterdiep
Le Boterdiep (en groningois Botterdaip) est un canal néerlandais de la province de Groningue.

## Géographie
Le canal relie le port sur la mer des Wadden d'Uithuizen au Canal Van Starkenborgh à Noorderhoogebrug, au nord de Groningue. La longueur du canal est de 25 km. Le nom du canal (boter signifie beurre) viendrait de son utilisation pour le transport de produits laitiers.
À mi-chemin entre Fraamklap et Onderdendam se trouve la station de pompage Den Deel. La fonction de cette station est de maîtriser l'augmentation relative du niveau d'eau, liée à 
l'abaissement du sol à cause de l'exploitation du gaz naturel dans cette région.
Le long du Boterdiep se trouvent - du nord au sud - les villages de Uithuizen, Doodstil, Kantens, Middelstum, Fraamklap, Onderdendam, Bedum, Zuidwolde et Noorderhoogebrug. À Onderdendam, le Boterdiep communique avec le Winsumerdiep, qui permet de rejoindre le Reitdiep et le Lauwersmeer.

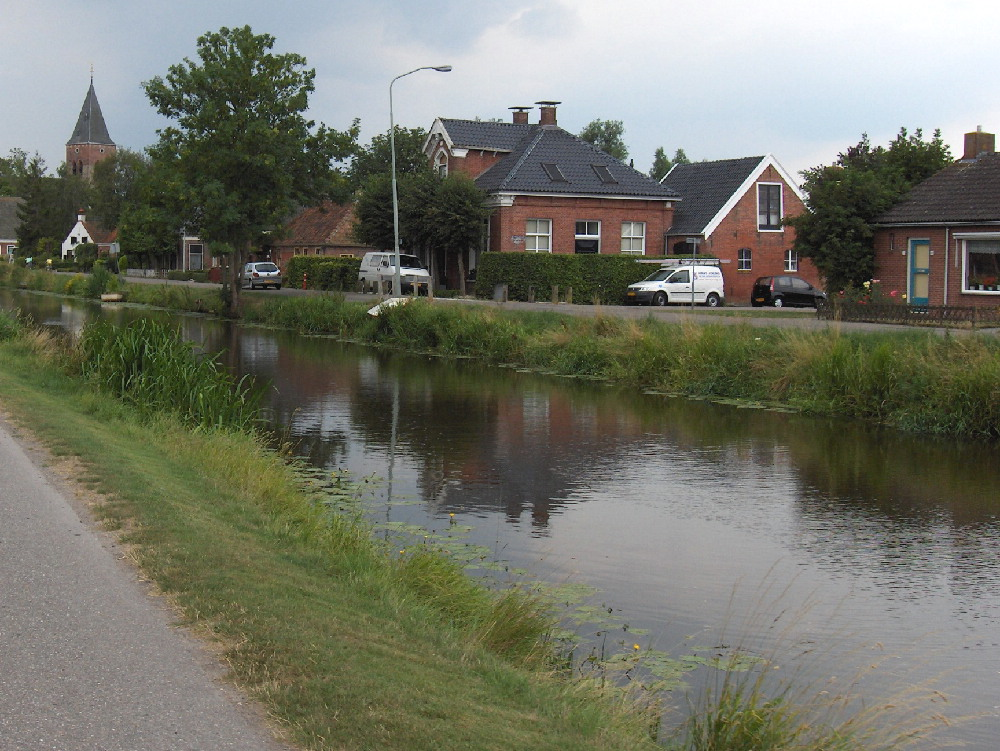
Boterdiep à Zuidwolde

## Histoire
Le canal a été construit au XVIIe siècle. Lors de la construction, on s'est essentiellement servi de cours d'eau déjà existant. Le tronçon de Bedum à Groningue est la plus ancienne, elle date de 1625. En 1660, le canal a été rallongé jusqu'à Kantens.
Avant la construction du Canal Van Starkenborgh, le Boterdiep continuait dans la ville de Groningue, jusqu'aux canaux du centre ville. De nos jours, ce tronçon est comblé.

## Source
- (nl) Cet article est partiellement ou en totalité issu de l’article de Wikipédia en néerlandais intitulé « Boterdiep » (voir la liste des auteurs).